# (5770) 1987 RY
(5770) 1987 RY là một tiểu hành tinh nằm ở rìa ngoài của vành đai chính. Nó được phát hiện bởi Henri Debehogne ở Đài thiên văn La Silla ở Chile ngày 12 tháng 9 năm 1987.